# Soyers
Soyers település Franciaországban, Haute-Marne megyében. Lakosainak száma 68 fő (2022. január 1.). Soyers Anrosey, Chézeaux, Guyonvelle és Voisey községekkel határos.

## Népesség
A település népessége az elmúlt években az alábbi módon változott:
| Lakosok száma | 104  | 74   | 74   | 80   | 67   | 62   | 62   | 68   | 68   | 68   |
|               | 1968 | 1982 | 1990 | 2006 | 2013 | 2015 | 2017 | 2019 | 2020 | 2022 |